# Venas espinales anteriores
Las venas espinales anteriores (también conocidas como venas coronales anteriores y venas espinales medianas anteriores) son venas que reciben sangre de la médula espinal anterior.

## Estructura
El drenaje venoso tiene dos componentes principales: los vasos intrínsecos, que drenan en primer lugar, y las venas piales, que drenan en segundo lugar. Dentro de los vasos intrínsecos hay un grupo de venas conocidas como venas centrales. Éstas se organizan en estructuras individuales repetitivas en forma de peine que finalmente se fusionan en la fisura espinal mediana ventral.  Tras su fusión, el grupo de venas centrales drena su contenido combinado en una vena espinal anterior. Estas venas pueden infiltrarse hasta unos pocos centímetros en la fisura espinal mediana ventral antes mencionada. Además, no sólo son de menor tamaño, sino que son más numerosas que la arteria espinal anterior equivalente, a la que se encuentran dorsalmente.
Hay tres venas espinales anteriores en total. Éstas, junto con tres venas espinales posteriores, pueden comunicarse entre sí, ya que discurren interconectadas a lo largo de toda la médula espinal. Esto se ve a través de ambos conjuntos de venas que se combinan para formar una red de anastomosis alrededor del cono medular. Juntos, estos dos conjuntos de venas también recogen la sangre de las venas radiales intramedulares, así como de otras venas. Son drenadas por las venas radiculares anteriores y posteriores, respectivamente. Las venas radiculares aparecen de color azul a simple vista. A continuación, ambas venas radiculares se dirigen al espacio epidural mediante la unión de los plexos venosos vertebrales internos. Finalmente, este plexo es capaz de enviar y recibir información de las venas y senos del interior del cerebro. El plexo venoso vertebral externo también está disponible para que el plexo venoso vertebral interno se comunique con él.
Las venas espinales anteriores forman parte de la red intradural del sistema venoso vertebral. La red intradural se divide en los sistemas intramedular y extramedular, que son conjuntos de venas muy fiables. Esto se debe a que son enormemente redundantes en lo que hacen y, por lo tanto, sólo fallan en condiciones extremadamente desfavorables. Sin embargo, su fiabilidad puede verse comprometida por el puente que las conecta. Este frágil enlace a través de la duramadre de la columna vertebral se conoce como venas radiculomedulares. Aunque estas venas conectan las venas intramedulares y extramedulares de confianza, no tienen una red de apoyo que las proteja y se ven en mucho menor número en comparación. Esto puede dar lugar a complicaciones como la trombosis. Por ejemplo, los pacientes que tienen fístulas durales pueden experimentar hipertensión venosa causada por la trombosis de estas venas.

## Función
La médula espinal anterior, que constituye 2/3 de toda la médula espinal, recibe su aporte sanguíneo de la arteria espinal anterior. Esta arteria recibe a su vez su sangre de las diferentes ramas radicoespinales, que se forman a partir de la aorta y de las arterias vertebrales. Al ser la mayor de las ramas de la arteria radicoespinal, la arteria de Adamkiewicz aporta una gran cantidad de sangre a la arteria espinal anterior, con lo que también suministra una buena cantidad a la médula espinal anterior.

## Investigación
Existe una disponibilidad muy limitada para investigar el sistema venoso espinal en su conjunto, lo que a su vez conlleva una disponibilidad aún menor para investigar las venas espinales anteriores. Esta falta de investigación se debe en gran parte al hecho de que no existe un método fiable para visualizar el sistema de una manera no invasiva. Aunque algunos métodos, como la RM, pueden ofrecer información útil, estos vistazos estacionarios no muestran las verdaderas acciones que tienen lugar. La forma más eficaz de estudiar el sistema venoso espinal junto con las venas espinales anteriores es hacerlo postmortem. Este tipo de estudios dan una eficaz demostración anatómica de cómo funciona el sistema.  Uno de los pocos estudios importantes de la anatomía venosa fue realizado por Armin Thron, que puede verse en su publicación "Vascular Anatomy of the Spinal Cord" de 1988.